# Zawita (underdistrikt)
Zawita (kurdiska: زاويتە ,زاوێتە eller Zawête, arabiska: زاويتة eller ناحية زاويتة) är ett underdistrikt i Irak.   Det ligger i provinsen Dahuk, i den norra delen av landet, 400 km norr om huvudstaden Bagdad.